# Es muss was geben
Es muss was geben ist ein Dokumentarfilm von Oliver Stangl und Christian Tod über die alternative Musikszene in Linz von den späten 1970er Jahren bis Anfang der 1990er Jahre. Am 20. April 2010 eröffnete der Film das  Filmfestival Crossing Europe, die Kinopremiere fand am 14. Jänner 2011 im Verleih des Filmladen statt, der das Werk auch in seiner DVD-Edition (gemeinsam mit dem Radiosender FM4) veröffentlichte.

## Handlung
Es muss was geben basiert auf dem gleichnamigen Interviewbuch von Andreas Kump. 25 Musiker und Zeitzeugen erinnern sich in Interviews an die Zeit, als in der oberösterreichischen Landeshauptstadt Linz eine vitale musikalische Subkulturszene entstand. Einhergehend mit der Gründung von Kulturzentren und Veranstaltungsorten wie Stadtwerkstatt oder Kapu kam es zur Gründung von stilistisch höchst unterschiedlichen Bands wie Attwenger, Texta, Fuckhead oder Willi Warma. Auf Archivmaterial sind Konzertausschnitte zu sehen, die Musikrichtungen wie Punk, Hardcore Punk, Hip-Hop, Neue Volksmusik oder Industrial umfassen. In den Interviews wird deutlich, wie wichtig Subkultur für die Jugend der Provinz war, außerdem wird über Themen wie die gesellschaftliche Relevanz dieser Bewegung und ihre Kommerzialisierung reflektiert.

## Stil
Der Film verzichtet auf jegliche Kommentierung aus dem Off. Die Protagonisten werden in Tableaus präsentiert, die Einblick in ihr Leben erlauben und ihre Aussagen zu einem narrativen Fluss, in den Archivmaterial eingestreut ist, montiert. Die Interviews überwiegen im Vergleich zum Archivmaterial deutlich, die Erinnerung steht im Mittelpunkt. Die geschilderten Ereignisse werden chronologisch präsentiert: Der Film beginnt Ende der 1970er Jahre, als es in der Stadt kaum kulturelles Angebot für die Jugend gab, schildert weiters das Aufkommen von autonomen Zentren unter dem Einfluss von Punk und Hardcore in den 1980er Jahren und schließlich die aufkommende Kommerzialisierung Anfang der 1990er Jahre. Der Film endet mit Bestandsaufnahmen der gegenwärtigen Situation.

## Kritiken
Der Film erhielt sowohl beim Kinostart als auch bei der DVD-Veröffentlichung überwiegend positive Kritiken.

„„Fuckhead“-Mastermind Didi Bruckmayr sagt am Ende: „Es waren doch alles Jugendscherze.“ Die im Kino mitzuerleben, ist ein Volksfest für die, die sich diesen Spaß erlaubt haben, lohnt sich aber erfreulicherweise auch für jene, die damals nicht mitspielen durften.“

„Ein großartiges Stück Zeitgeschichte.“

„Die intelligenteste und beste Filmdoku über die heimische Musikszene, die in diesem Land je gedreht wurde.“

„Dieses notwendige und überfällige Dokument – ein Missing Link der österreichischen Popkulturgeschichte – bringt Protagonisten des Linzer Undergrounds vor den Vorhang.“

„Die Spuren, die diese Zeit hinterlassen hat, sind in Es muss was geben deutlich sichtbar, nicht nur die körperlichen, vor allem auch die geistigen, die politischen: Meinungen, Haltungen, Lebensentwürfe, Verwirrungen und Sentimentalitäten. Letztere, und das zählt zu den Stärken dieses Filmes, bleiben verhältnismäßig dezent. Souverän balanciert Es muss was geben zwischen Analyse und Anekdotensammlung, findet den schmalen Grat zwischen Heldensage und Zeitgeistbeschwörung.“